# Swetlana Jurjewna Wyssokowa

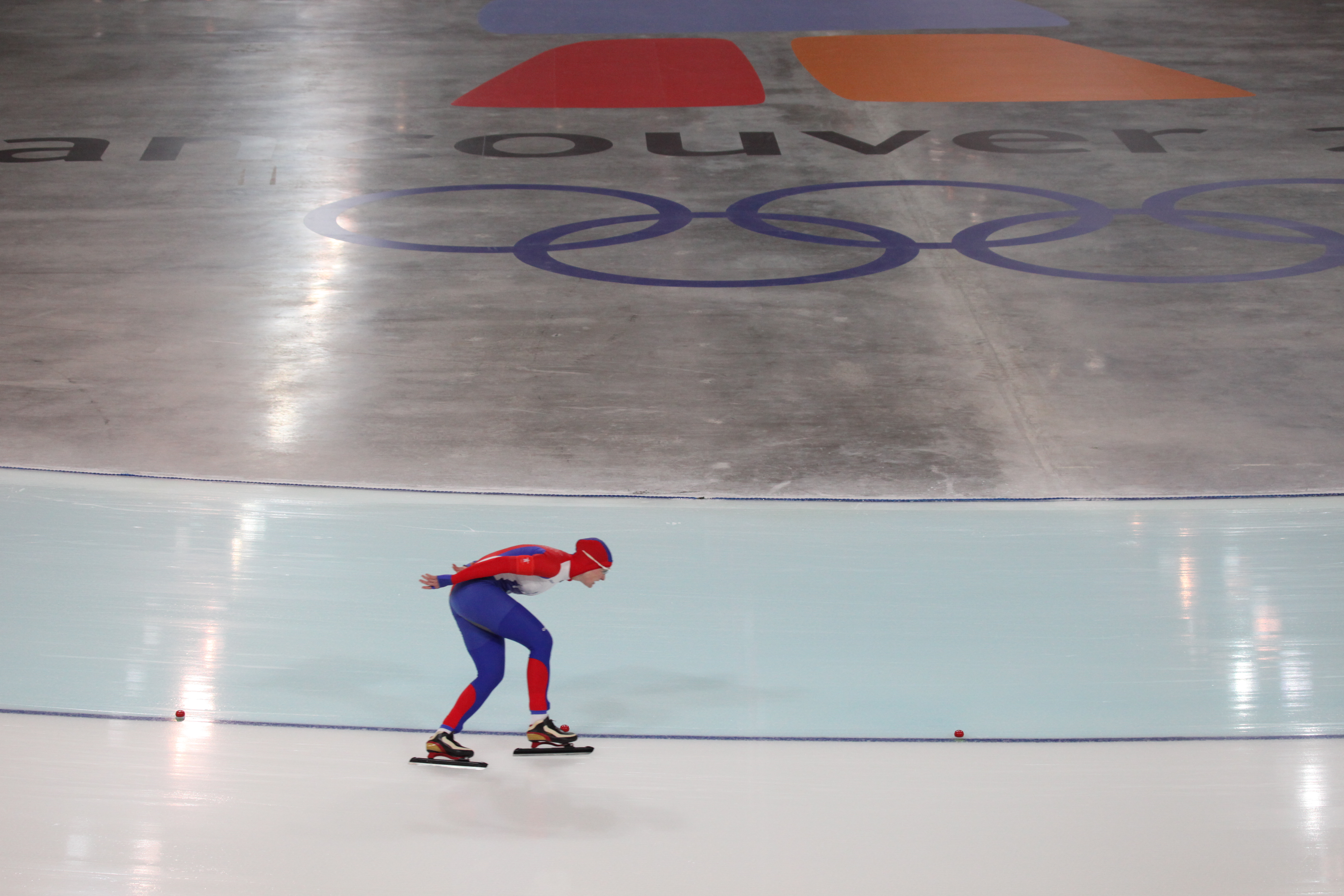
Swetlana Wyssokowa, Vancouver (2010)

Swetlana Jurjewna Wyssokowa (russisch Светлана Юрьевна Высокова; * 12. Mai 1972 in Krasnokamsk) ist eine russische Eisschnellläuferin.
Bei den Olympischen Winterspielen 1998 in Nagano belegte sie über die 3000- und 5000-Meter-Strecke jeweils den 12. Rang. Bei den Olympischen Spielen 2006 in Turin belegte sie über die 3000-Meter-Strecke den 18. Rang. In der Team-Verfolgung gewann sie mit der russischen Mannschaft die Bronzemedaille. Bei den nächsten Olympischen Spielen 2010 in Vancouver erreichte sie über die 3000-Meter-Strecke den 17. Platz.